# Nupedia
Nupedia byla webová encyklopedie v angličtině, němčině, španělštině, francouzštině a italštině, jejíž články byly psány experty pod svobodnou licencí. Byla založena Jimmym Walesem pod hlavičkou firmy Bomis v březnu 2000 s Larrym Sangerem jako šéfredaktorem. Svou činnost ukončila v září 2003. Je známá především jako předchůdce Wikipedie.
Nupedia nebyla veřejně upravovatelná encyklopedie typu wiki. Byla založena na procesu peer-review (obdoba recenze), který měl zaručit kvalitu srovnatelnou s komerčními encyklopediemi. Požadavky na přispěvatele do Nupedie byly poměrně vysoké – „Redaktoři by měli být ve svém oboru skutečnými experty a (s několika výjimkami) měli by vlastnit titul Ph.D“. Na druhou stranu však měli experti pracovat na článcích zdarma.
Před ukončením své činnosti Nupedia vyprodukovala 24 článků, které prošly celým schvalovacím procesem a 150 dalších článků bylo ve vývoji. Během prvního roku vznikla většina publikovaných článků, celkem 21.